# Antoine Changuion

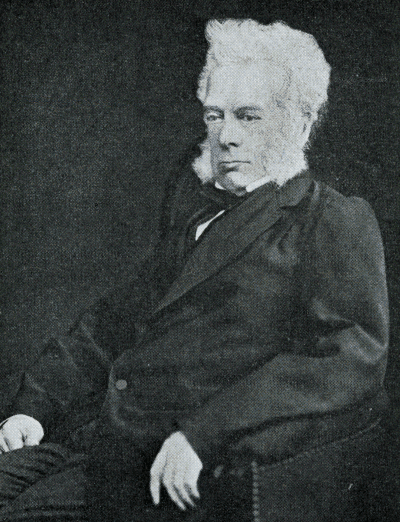
Antoine Changuion

Antoine Nicolaas Ernst Changuion (ur. 1803, zm. 1881) – holenderski pedagog, dziennikarz i pisarz związany z Afryką Południową.
Do Kapsztadu przybył w 1831. Objął stanowisko wykładowcy języków klasycznych w Zuid Afrikaansche Athenaeum (w okresie późniejszym wykształcił się z niego Uniwersytet Kapsztadzki). Złożył dymisję ze względu na problemy finansowe i postępującą anglicyzację placówki w 1842. W tym samym roku doprowadził do utworzenia dwujęzycznego Białego Domu. Szkoła ta cieszyła się znaczną popularnością, a jednym z jej absolwentów był prezydent Wolnego Państwa Orania Johannes Henricus Brand. 
Changuion napisał jeden z pierwszych podręczników szkolnych wydanych w Południowej Afryce (Pierwsza książka z ćwiczeniami do użytku na lekcjach niderlandzkiego..., 1843), publikował tłumaczenia z francuskiego (m.in. Historia francuskiego wychodźstwa protestanckiego od odwołania edyktu nantejskiego po czasy współczesne, 1854), zamieszczał również swoje teksty na łamach Het Nederduitsch Zuid-Afrikaansche Tijdschrift. W 1865 wydał tom wierszy Echa.
Angażował się w działalność społeczną, w 1833 był jednym z założycieli Towarzystwa Krzewienia Kultury i Literatury. Wspierał niderlandzki w Kolonii Przylądkowej. Napisał (1840) Odczyt zachęcający do uprawiania języka i literatury niderlandzkiej w Afryce Południowej, a także (1844) Język niderlandzki w Afryce Południowej odnowiony, czyli przyczynek do znajomości języka, zmienionego stosownie do potrzeb kraju. Aneks do drugiego wydania (1848) tej ostatniej publikacji (Próbka dialektu przylądkowego) jest uznawana za jedną z pierwszych prób opisania różnic między niderlandzkim a afrikaans.
W 1865 wyjechał z Afryki, mieszkał i nauczał w Niemczech i Szwajcarii.